# Cyphonisia maculata
Cyphonisia maculata är en spindelart som först beskrevs av Roewer 1953.  Cyphonisia maculata ingår i släktet Cyphonisia och familjen Barychelidae.
Artens utbredningsområde är Kongo. Inga underarter finns listade i Catalogue of Life.